# Confederação Centro-Americana e do Caribe de Futebol
A Confederação Centro-Americana e do Caribe de Futebol, conhecida pela sigla em espanhol CCCF (Confederación Centroamericana y del Caribe de Fútbol), foi a organização dirigente do futebol na América Central e no Caribe entre 1938 e 1961. Foi uma das precursoras da CONCACAF, que ocorreu em 1961, quando a CCCF e a North American Football Confederation NAFC (Confederação Norte-Americana de Futebol) se uniram em uma única confederação, a CONCACAF.
Héctor Beeche, o presidente da Federação Costarriquenha de Futebol, foi o primeiro presidente da organização.

## Membros

### CFU/Copa do Caribe[nota 1]
- Curaçau
- Antilhas Neerlandesas
- Haiti
- Cuba
- Bahamas
- Suriname
- Guiana
- Guiana Francesa
- Guadalupe
- Martinica
- Barbados
- São Vicente e Granadinas
- Bermudas
- Turcas e Caicos
- República Dominicana
- Dominica
- São Martinho Francês
- Monserrate
- Anguila
- São Cristóvão e Neves
- Antígua e Barbuda
- Trinidad e Tobago
- Aruba
- Porto Rico
- Ilhas Virgens Americanas
- Ilhas Virgens Britânicas
- Jamaica
- Santa Lúcia
- Ilhas Caimã

### UNCAF/Copa das Nações UNCAF[nota 2]
- Costa Rica
- Guatemala
- Belize
- Panamá
- El Salvador
- Honduras
- Nicarágua